# El ataque de Uchumayo
El ataque de Uchumayo (”Attacken vid Uchumayo”) är peruansk militärmarsch komponerad av den peruanske musikern Manuel Bañón omkring 1835. Den kallades ursprungligen La Salaverrina, som en hyllning till Felipe Santiago Salaverry. Då chef för den peruanska regeringen som kämpade mot Bolivias invasion av Peru 1835–1836. Marschen fick senare sitt namn, till åminnelse av den peruanska segern i slaget vid Uchumayo över de bolivianska trupperna som försökte skapa den Peru-bolivianska konfederationen. Det är en av de äldsta militärmarscherna i Amerika, som fortfarande spelas.

## Ursprung
Den peruanske författaren Ricardo Palma berättar i en av sina berättelser ’’La Salaverrina’’ (i Tradiciones peruanas) ursprunget till denna marsch. Mot slutet av 1835 regerade general Felipe Santiago Salaverry i Peru, som förberedde sig för att slå tillbaka den bolivianska invasionen ledd av Andrés de Santa Cruz. Medan han var i fält vid Bellavista, i Callao, bad han sina underordnade att skapa en marsch som skulle entusiasmera trupperna, och erbjöd ett betydande monetärt pris till den som kunde skapa de idealiska ackorden. Flera försökte utan framgång. Tills han en dag hörde en marsch spelad av ett militärband, som tycktes glad och entusiastisk. Han frågade efter musikern som presenterade sig och sa att han hette Manuel Bañón och hade titulerat sin komposition "La Salaverrina." Salaverry tilldelade honom priset och utnämnde honom till direktör för arméns musikkår, med kaptens lön.
"La Salaverrina" spelades inte igen förrän den 4 februari 1836, dagen då slaget vid Uchumayo utkämpades, nära Arequipa, och där Salaverry besegrade den bolivianske generalen José Ballivián, som led stora förluster när han försökte ta sig över bron över Chilifloden. Efter detta beslöt Salaverry att marschen skulle heta "El ataque de Uchumayo".